# Павлович, Милица
Милица «Дара» Павлович (серб. Милица Дара Павловић; 8 марта 1915, Чачак — 8 июня 1944, Лелич) — югославская учительница, партизанка Народно-освободительной войны. Народный герой Югославии.

## Биография
Родилась 8 марта 1915 года в Чачаке в семье Филипа и Винки Павловичей. Пятый ребёнок в семье (три сестры и брат). Отец умер в 1930 году, когда Милица училась в 5 классе средней школы. Окончила школу в 1933 году, поступила в Белградский университет на философский факультет, где изучала югославскую литературу и сербохорватский язык. Ещё будучи ученицей школы, занялась чтением революционной литературы. Особенно увлекалась произведениями Максима Горького и Николая Островского. Окончив Чачакскую гимназию, вступила в молодёжное революционное движение, вошла в Союз коммунистической молодёжи Югославии. В 1934 году была принята в Коммунистическую партию Югославии, активно участвовала в студенческих демонстрациях.
В 1939 году окончила университет, устроилась на работу в среднюю техническую школу в Лесковаце, где преподавала сербохорватский язык и географию. Занималась активной культурно-просветительской деятельностью в Лесковаце. В сентябре 1940 года переехала в Валево, где также работала в средней технической школе. В обоих городах помогала работе местным горкомам. В 1941 году после начала войны с Германией вступила в партизанское подпольное движение под именем «Дара» (в честь своей старшей сестры, которую очень любила). Закупала оружие, форму и припасы для Валевского партизанского отряда. По просьбе Валевского райкома организовала в городе подпольную ячейку партии. Активно помогала отряду, привлекая добровольцев в отряд из разных сёл. В сентябре 1941 года покинула Валево из-за опасности быть арестованной. В дни Первого антипартизанского наступления участвовала в боях при Повлене, Малене, Сувоборе и Медведнике. В апреле 1942 года была назначена секретарём Валевского райкома, занялась призывом добровольцев в партизанские отряды. В сентябре 1943 года открыла 15-дневные курсы молодых бойцов и политруков, чем вызвала восторг в партии.
5 июня 1944 года Милица в лесу Резина вместе с бойцами Йошевского партизанского отряда несла охранную службу. В лес пробрался один из недичевских шпионов и сообщил четникам о скрывающемся отряде. Ранним утром 6 июня четники окружили дом Живана Андрича, в котором переночевала Милица. При попытке прорыва Милица попала в плен, а Живан был зарезан на месте. Пленную отвезли в село Лелич, где пытали в течение двух дней. В ночь с 7 на 8 июня Милица попыталась бежать, но была тяжело ранена четниками. Пытки продолжились, но учительница отказалась выдавать своих соратников. В итоге она скончалась после многочисленных ножевых ранений.
После войны Милицу похоронили в Чачаке. 14 декабря 1949 года Президиум Народной скупщины присвоил ей звание Народного героя Югославии. В Чачаке её имя носит средняя школа.

## Память
- Бюст Милицы Павлович установлен в парке Виды Йоцич в Валеве.